# К.И.Д.О.К.
«К.И.Д.О.К.» — второй альбом группы «Красное дерево», выпущенный 6 октября 2011 года. Объединив свои усилия с Тюхой, музыканты попытались уйти от ярлыков и стереотипов, сложившихся о команде, и смешали разные музыкальные стили, которые близки участникам этого самобытного коллектива.
В записи пластинки приняли участие Вадим Курнулли, Юрий «Ганс» Кучерявый, ANTOHA MC, Александр Удутый, Михалыч, SHZA (Nagawanas / Сибирский Синдикат), Zoti.

## Список композиций
1. Сказ от Вадима Курнули
2. Фонит при участии Юрий «Ганс» Кучерявый (R.I.P.)
3. 31-й Прайд
4. Каждому своё при участии ANTOHA MC
5. Однажды при участии Александр Удутый
6. Столичная булочная (скит)
7. Грешник
8. Сынок при участии Михалыч
9. Район, базар и медные трубы при участии ANTOHA MC
10. Как бы
11. Руки милосердные при участии SHZA
12. Помни…
13. Единицы при участии Zoti
14. Следующий шаг
15. Один
16. Русские идут
17. За Кидок Продакшн (beatbox от SHARP SFX)
18. Кидок Продакшн
19. Химические формулы

## Участники записи
- Гитара: Тюха все, кроме (1, 6, 9, 10, 12, 15-17), Саня Чека (13)
- Скрэтч: Dj Navvy все, кроме (1, 6, 7, 11, 13, 15-18)
- Аккордеон: Михаил Краснодеревщик (10, 12, 14, 19)
- Труба: ANTOHA MC (7, 9, 15, 18)
- Гармонь: ANTOHA MC (12)
- Тромбон: Александр Кузнецов (15)
- Бит: Димон (18)
- Битбокс: SHARP SFX (17)
- Вокал: Zoti (13)
- Идея трека (11) SHZA
- В треке (5) использован семпл из произведения Сергея Накуренного «Пох-й так»
- Сведение и мастеринг: Тюха «Студия 31», Москва 2011.
- Дизайн: Тюха и Михаил Краснодеревщик.

## Рецензии
Автор нетленки «Дрова» и участник популярной некогда группы «Многоточие» Михаил Краснодеревщик молчал шесть лет — за это время некоторые люди, поучаствовавшие в новом альбоме, успели даже, увы, скончаться. Сам Краснодеревщик, впрочем, в бодром здравии и по-прежнему являет собой образец речевого артистизма. Другой вопрос, что место сюрреалистической криминалистики «Красного дерева» на новой пластинке заняли в основном другие темы: «К.И.Д.О.К.», в принципе, блестяще воплощает тезис о том, что хип-хоп есть новый шансон — поскольку и высказывается преимущественно на те же темы: тяготы жизненного пути, осложненного проблемами с законом, простые ответы на сложные вопросы бытия и т.д.
 — пишет журнал «Афиша»
Краснодеревщик умеет произнести простое, сильное и метафоричное слово, при этом напрочь лишенное какого-то литературного изящества: "Моя политика проста: пошло все нахуй". А может и что-то в духе "злая ложь, ранит как в сердце нож". Так что Красное Дерево, конечно, не для очкариков-интеллигентов — другое дело, что написать два десятка связных предложений о рэпе только очкарики и способны; отчасти поэтому отображаемое в медиа лицо хип-хопа получается таким перекошенным...
 — пишет Андрей Никитин на Rap.ru